# Bockstal
Bockstal ist eine Wüstung im Hegegrund zwischen Klostermansfeld, Helbra und Volkstedt im Landkreis Mansfeld-Südharz in Sachsen-Anhalt, Deutschland. Sie befand sich an der Einmündung des großen Bockstals in den Hegegrund, ungefähr wo heute eine Brücke über den Wilden Graben steht.

## Geschichte
Bockstal war eine relativ unbedeutende Siedlung der fränkischen Besiedlungsphase, die relativ früh wieder eingegangen ist. Der Chronist Cyriacus Spangenberg berichtete im 16. Jahrhundert von kürzlich noch sichtbaren Mauerresten an der Dorfstelle.
Der Ort wurde im Jahre 1311 in einer Urkunde als Bocksthal erwähnt, als Graf Burchard IX. von Mansfeld einen Dieterich Comerer u. a. mit dem Dorf belehnte. In einem späteren Lehnsbrief am 22. April 1477 von Erzbischof Ernst an die Grafen von Mansfeld wird ein Bocksthal als Zubehör von Schloss Mansfeld zwischen den Dörfern Zerkendorf und Hohenwarte (heute ebenfalls Wüstungen) genannt. Im Jahre 1609 wurde Bocksthal ebenfalls als Zubehör des Schlosses Mansfeld benannt.
Nach dem Untergang des Dorfes verwaldete seine Flur zunächst. Sie wurde aber zwischen 1813 und 1815 wieder abgeholzt. In jüngerer Zeit wuchs an den Hängen um den Hegegrund wieder neuer Wald.